# (4195) Esambaev
(4195) Esambaev ist ein Hauptgürtelasteroid, der am 19. September 1982 von Ljudmila Iwanowna Tschernych am Krim-Observatorium entdeckt wurde.
Der Asteroid wurde nach dem Balletttänzer Makhmud Alisultanovich Esambaev benannt.